# Lichenophanes indutus
Lichenophanes indutus är en skalbaggsart som beskrevs av Pierre Lesne 1935. Lichenophanes indutus ingår i släktet Lichenophanes och familjen kapuschongbaggar. Inga underarter finns listade i Catalogue of Life.